# Flatonia
La ville de Flatonia est située dans le comté de Fayette, dans l’État du Texas, aux États-Unis. Sa population s’élevait à 1 383 habitants lors du recensement de 2010, estimée à 1 408 habitants en 2016.